# پاغاکن
پاغاکن (به ارمنی: Պաղակն) یک روستا در ارمنستان است که در برداشن واقع شده‌است.  در  کیلومتری شمال گیومری، مرکز استان شیراک واقع شده است.

## خصوصیات
پاغاکن ۳۹ نفر جمعیت دارد و در ارتفاع  متر بالاتر از سطح دریا قرار گرفته است.